# Lars von Trier
Lars von Trier, ursprungligen Trier, född 30 april 1956 i Köpenhamn, Danmark, är en dansk filmregissör och manusförfattare. 
I Sverige slog Lars von Trier igenom för den breda publiken 1994 med TV-serien Riket. Biofilmen Breaking the Waves (1996) med vännen Stellan Skarsgård i huvudrollen blev en enorm internationell succé, där särskilt handkamerafilmningen uppmärksammades. Lars von Trier experimenterar ofta med berättartekniken, och är provocerande, okonventionell och orädd i sina val av berättelser.
Vid sidan av Ingmar Bergman räknas Lars von Trier till Skandinaviens största regissörer och manusförfattare för film. Han har arbetat med många av tidens största skådespelare och har vunnit flera internationella priser, bland andra Guldpalmen 2000 för filmen Dancer in the Dark.
Lars von Trier är släkt med kompositörerna Johan Peter Emilius Hartmann och Niels Viggo Bentzon, och systerson till regissören Börge Høst.

## Biografi

### Uppväxt
Som många andra familjer i efterkrigstidens Europa hade Triers föräldrar blivit starkt påverkade av andra världskriget. Triers mor Inger Høst var medlem i en av de motståndsrörelser som uppstod i Danmark under ockupationen. Som arbetarklasskvinna valde hon att gå med i det danska kommunistpartiet och blev därmed svartlistad av nazisterna. Under ockupationen var hon inblandad i distribution och utdelning av illegala antinazistiska tidningar, Danmark var för farligt för henne och hon flydde över Öresund till det neutrala Sverige hösten 1943. Triers far, Ulf Trier, några år äldre och med delvis judisk härkomst, hade även han tvingats till flykt från Danmark. De gifte sig och återvände till Danmark efter tyskarnas kapitulation. Ole Trier, Lars von Triers äldre bror, föddes i december 1945. Triers föräldrar hade båda universitetsexamen och arbetade för socialen.
Konst och kultur var viktigt i familjen. Det lästes böcker, lyssnades på musik och spelades piano. Men bara högkulturell musik och böcker var tillåtna, jazz och klassiskt, men absolut inte modern radiomusik. De litterära riktlinjerna pekade åt välkända danska författare som Hans Scherfig, Otto Gelsted och Hans Kirk, som ofta besökte det Trierska hemmet under Lars uppväxt. Modern, som var övertygad kommunist, var mycket bestämd när det gällde Triers uppfostran; hon ansåg att den fria viljan och rätten att kunna bestämma över sig själv var det absolut viktigaste i barnuppfostran. Därför fick Trier nästan helt ta hand om sig själv från en mycket ung ålder. Modern ville att han skulle verka inom konsten och uppmuntrade hans kreativitet som barn.
När Lars Trier var 18 år dog hans far; de hade en bra och mycket nära relation. Moderns fascination för konst och kultur blev makabert påtaglig då hon berättade vid sin dödsbädd 1995 att Ulf Trier inte var Lars Triers biologiska far. Hon hade valt en annan man som far till honom, nämligen hennes chef Fritz Michael Hartmann, som hon ansåg hade mer konstnärliga gener vilket hon ansåg han skulle kunna ha nytta av i sitt framtida liv. När Lars von Trier fick veta faderns namn gjorde han ett jämförande DNA-test med Hartmanns legitima barn, vilket bekräftade moderns ord.

### Skolgång
Trier blev skickad till Lundtofte skola, en skola som redan på 1960-talet ansågs vara mycket strikt och gammalmodig. Kollisionen mellan den stora frihet som han hade hemma och skolans strikta regler blev ett faktum. Dessutom var Trier mobbad och hade svårt att få vänner. I 10-årsåldern fick han i present av sin mor en liten Elmo standard 8-filmkamera. Han blev mycket fascinerad och började utforska de tekniska möjligheterna med kameran. Han började göra små egna filmer och den första var den animerade tvåminutersfilmen Turen till Squashland. Sommaren 1968 sökte den 12-årige Lars von Trier en filmroll i en serie. Han fick den och filmade delvis med sin egen kamera under inspelningen. De 3 000 kronor som han fick för sin medverkan i filmen spenderade han på utrustning till sina kommande filmprojekt. Samma år gjorde han filmen Nat, skat om ett bankrån. En rad andra filmer följde och 1971 kom den sju minuter långa filmen En blomst. 1972 begav sig Trier på en resa till Dar es-Salaam, Tanzania, för att hälsa på sin farbror som bodde där. Eftersom han hade hoppat av skolan vid 17 års ålder började han försöka slutföra sin utbildning hösten 1973; det misslyckades och han blev avstängd efter några månader. Under de kommande åren sökte han till ett antal skolor och utbildningar, bland annat konstakademin, journalisthögskolan, teaterhögskolan och den danska filmskolan. När han fick avslag på samtliga sina ansökningar beslöt han sig för att tentera upp sina betyg en gång för alla. Det gjorde han med framgång och därefter lyckades han bli antagen till att studera film vid Köpenhamns universitet.

### Studietiden
När Lars Trier vid 20 års ålder började studera film blev både hans lärare och kurskamrater förvånade över hans kunskaper. I stället för att intressera sig för den våg av amerikanska filmer som var mest populära då blickade Trier passionerat tillbaka till äldre epoker som neorealismen. Under sin tid på universitetet fick Trier kontakt med en grupp studenter som kallades "Grupp 16".  Gruppen som hade bildats i mitten av 60-talet hade till främsta syfte att framhålla vikten av ett personligt filosofiskt filmskapande. I gruppens ägo fanns utrustning och det var den som Trier ville åt. Han accepterades som medlem av gruppen och det var genom dess och några lärares hjälp som han kunde göra sina två filmer under tiden på Köpenhamns universitet. Grupp 16 fungerade som ett vanligt kollektiv. Medlemmarna träffades och diskuterade filmerna de skulle göra, vände och vred på detaljer och försökte komma fram till nya sätt att skapa film. Emellertid fanns det aldrig något utrymme för att diskutera Triers idéer. Han visste vad han ville och det fanns ingen som kunde få honom att ändra sig. 
Hans första film Orchidégartneren (1977) finansierade han själv med diverse tillfälliga arbeten. Huvudpersonen, en långnäst judisk konstnär vid namn Victor Marse som lider av emotionella problem och överväldigande ångest, spelades av Trier själv. Filmen centrala ämne berör Victor Marse och hans sexuella identitetsproblem. Marse klär ut sig till kvinna och nazist för att försöka få uppmärksamhet från sitt livs stora kärlek. När han misslyckas ger han sig förtvivlat ut och antastar en liten flicka på gatan. Hans misslyckande både som konstnär och människa gör att han söker sig till de enda varelser som verkar förstå honom, orkidéerna. Victor Marse var den första av de stereotypa judiska karaktärer som skulle dyka upp i Triers tidiga filmer. 
Hans andra film gjordes helt på franska (även om Trier inte talade ett ord franska) och hette Menthe – La Bienheureuse. Den tilldrog sig uteslutande i ett rum där ett sado–masochistiskt förhållande utspelar sig mellan Menthe och hennes älskarinna. Hon försöker övertyga Menthe att resa bort med henne för att kunna ha henne i sitt våld för evigt. Till slut räddas Menthe av en gammal kvinna. Filmens egentliga syfte var enligt Trier en studie i stil; han var starkt påverkad av Marguerite Duras under den tiden och ville efterlikna hennes stil.
Efter tre år på universitetet sökte Trier in till den danska filmskolan. Han sökte till regilinjen där han blev antagen. Som en del i hans ansökan var Orchidégartneren med. Den imponerade på lärarna och han började på filmskolan hösten 1979. Till skillnad från sina kursare hade Trier redan mycket erfarenhet av filmskapande. Trots sin talang var han på grund av sin person svår att arbeta med; han var blyg, men ändå provocerande. Triers kufiska uppträdande uppmärksammades av hans studiekamrater. Han kunde dyka upp på fester, sitta ensam i timmar utan att prata med någon och iaktta de andra studenterna för att framåt småtimmarna smita hem igen.

### Lars Trier blir Lars von Trier
Många frågetecken finns kring von:et i Lars von Triers namn. Det var förmodligen en av hans lärare vid namn Gert Fredholm som gav honom idén att lägga till ett von före efternamnet. En kväll försökte Fredholm låsa ett redigeringsrum för kvällen. Där satt ett antal studenter – Trier var en av dem – och klippte. De protesterade så energiskt att läraren blev mycket irriterad. Fredholm anklagade dem för att uppföra sig som högadeln på Själland. "Ni skulle alla kunna ha 'von' som mellannamn", tillade han argt. Och det var förmodligen det som fick Lars Trier att bli Lars von Trier.

## Konstnärlig stil
Triers filmer har fått stor uppmärksamhet för sin konstnärliga stil. Han har flera gånger använt handhållen kamera för att uppnå särskilda effekter, men även uppfunnit Automavision-tekniken. Han är en av grundarna av filmrörelsen Dogma 95, men producerade själv enbart en dogmafilm.

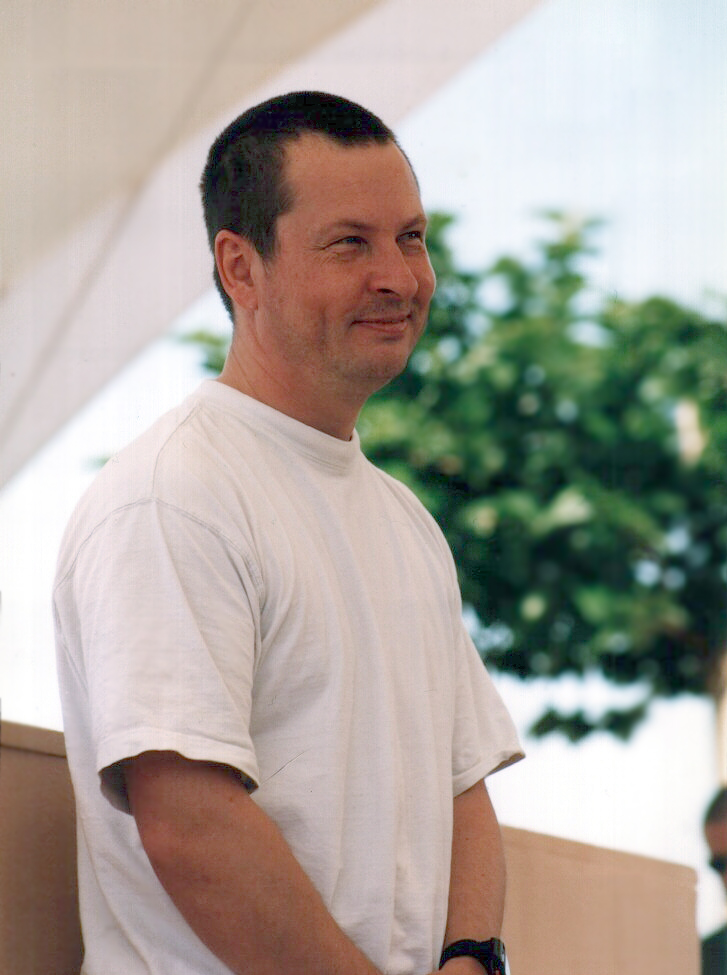
Lars von Trier i Cannes 2000.

## Filmografi
- 1967 – Turen til Squashland (animerad kortfilm)
- 1968 – Nat,skat (kortfilm)
- 1969 – Ett røvsygt oplevelse (kortfilm)
- 1969 – Et shakspil (kortfilm)
- 1970 – Hvorfor Flygte Fra Det Du Ved Du Ikke Kan Flygte Fra? Fordi Du Er En Kujon (kortfilm)
- 1971 – En Blomst (kortfilm)
- 1977 – Orchidégartneren (kortfilm)
- 1979 – Menthe - la bienheureuse (kortfilm)
- 1980 – Nocturne (kortfilm)
- 1981 – Den sidste detalje (kortfilm)
- 1982 – Befrielsesbilleder (kortfilm)
- 1984 – Forbrydelsens element (första delen i Europatrilogin)
- 1988 – Epidemic (andra delen i Europatrilogin)
- 1988 – Medea (TV-film)
- 1991 – Europa (tredje delen i Europatrilogin)
- 1994 – Riket (miniserie i 4 avsnitt gjord för TV)
- 1996 – Breaking the Waves (första delen i Guldhjärtatrilogin)
- 1997 – Riket II (miniserie i fyra avsnitt gjord för TV)
- 1998 – Idioterna (andra delen i Guldhjärtatrilogin)
- 2000 – Dancer in the Dark (tredje delen i Guldhjärtatrilogin)
- 2003 – De fem benspænd (dokumentärfilm gjord tillsammans med Jørgen Leth)
- 2003 – Dogville (första delen i USA-trilogin)
- 2005 – Dear Wendy
- 2005 – Manderlay (andra delen i USA-trilogin)
- 2006 – Direktören för det hele
- 2009 – Antichrist (första delen i Depressionstrilogin)
- 2011 – Melancholia (andra delen i Depressionstrilogin)
- 2013 – Nymphomaniac (tredje delen i Depressionstrilogin)
- 2018 – The House That Jack Built

## Utmärkelser
- Prix du Jury, för Europa,  1991[5]
- Kjeld Abell-priset,  1993[6]
- Grand Prix, för Breaking the Waves,  1996
- Europeiska filmpriset för bästa film, för Breaking the Waves, med  Zentropa,  1996[7]
- Allenpriset,  1996[8]
- Europeiska filmkritikerpriset, för Breaking the Waves, med  Zentropa,  1996[7]
- Césarpriset för bästa utländska film, för Breaking the Waves,  1997
- Riddare av Dannebrogorden,  14 januari 1997[9]
- European Film Award – folkets val för bästa regissör, för Dancer in the Dark,  2000[10]
- Europeiska filmpriset för bästa film, för Dancer in the Dark, med  Film i Väst, Zentropa, Trust Film Svenska och Liberator Productions,  2000[10]
- Guldpalmen, för Dancer in the Dark,  2000
- Goya för bästa europeiska film, för Dancer in the Dark,  2001
- Konrad Wolfpriset,  2004
- Statens Kunstfonds hedersutmärkelse,  2004[11]
- Danske Dramatikeres hederspris,  2006[12]
- European Film Academy Achievement in World Cinema Award, med  Kristian Levring, Søren Kragh-Jacobsen och Thomas Vinterberg,  2008[13]
- Europeiska filmpriset för bästa film, för Melancholia, med  Meta Louise Foldager och Louise Vesth,  2011[14]
- Sonningpriset,  2018[15][16]
- Heders-Bodilpris,  2025[17]

[Redigera Wikidata]
Som motivering för Sonningpriset angavs “As a filmmaker, Lars von Trier has managed to give different genres his very own interpretation. In that sense, he is a ground-breaking and avantgarde artist who positions himself confidently and self-consciously in a place far removed from the ever more commercialised mainstream films. It’s this continued embrace and break with the conventional, which sets Lars von Trier's work apart and has contributed to making European film something special.”